# Amastus peruviana
Amastus peruviana är en fjärilsart som beskrevs av Rothschild 1909. Amastus peruviana ingår i släktet Amastus och familjen björnspinnare. Inga underarter finns listade i Catalogue of Life.